# Улцинь
У́лцинь (черног. Улцињ, алб. Ulqini, итал. Dulcigno, греч. Ολοκαίνιον, в русскоязычных справочниках и путеводителях также часто встречаются другие варианты названия — Ульцин, Ульцинь) — город в Черногории на побережье Адриатического моря.

## Общее описание
Улцинь — административный центр одноимённого муниципалитета. Площадь муниципалитета составляет 255 км². Самый южный город страны.

## История
Местность вокруг Улциня была заселена иллирийскими племенами с бронзового века — захоронения этого периода обнаружены неподалёку от города, в посёлке Зогай.
Сам город, как считается, основан в V веке до н. э. под названием Колхиниум колонистами из Колхиды. В III веке до н. э. его упоминает в своих произведениях Аполлоний Родосский. Под влиянием греческой культуры иллирийцы восприняли и стали использовать в строительстве циклопическую кладку.
В 163 году до н. э. римляне захватили город и стали называть его Олциниум (Olcinium). Под властью Рима он получил права «города с особыми привилегиями» (Oppidum Civium Romanorum). После распада Римской империи Олциниум вошёл в состав Византии.
С этого периода и до средних веков Улцинь был известен как «пиратское гнездо» и «столица работорговли» Адриатического моря.
В 1183 году великий жупан Сербии Стефан Неманя, основатель сербской королевской династии Неманичей, завоевал Улцинь. Для города началась эпоха процветания — под властью Неманичей Улцинь стал одним из самых значительных городов побережья Адриатики.

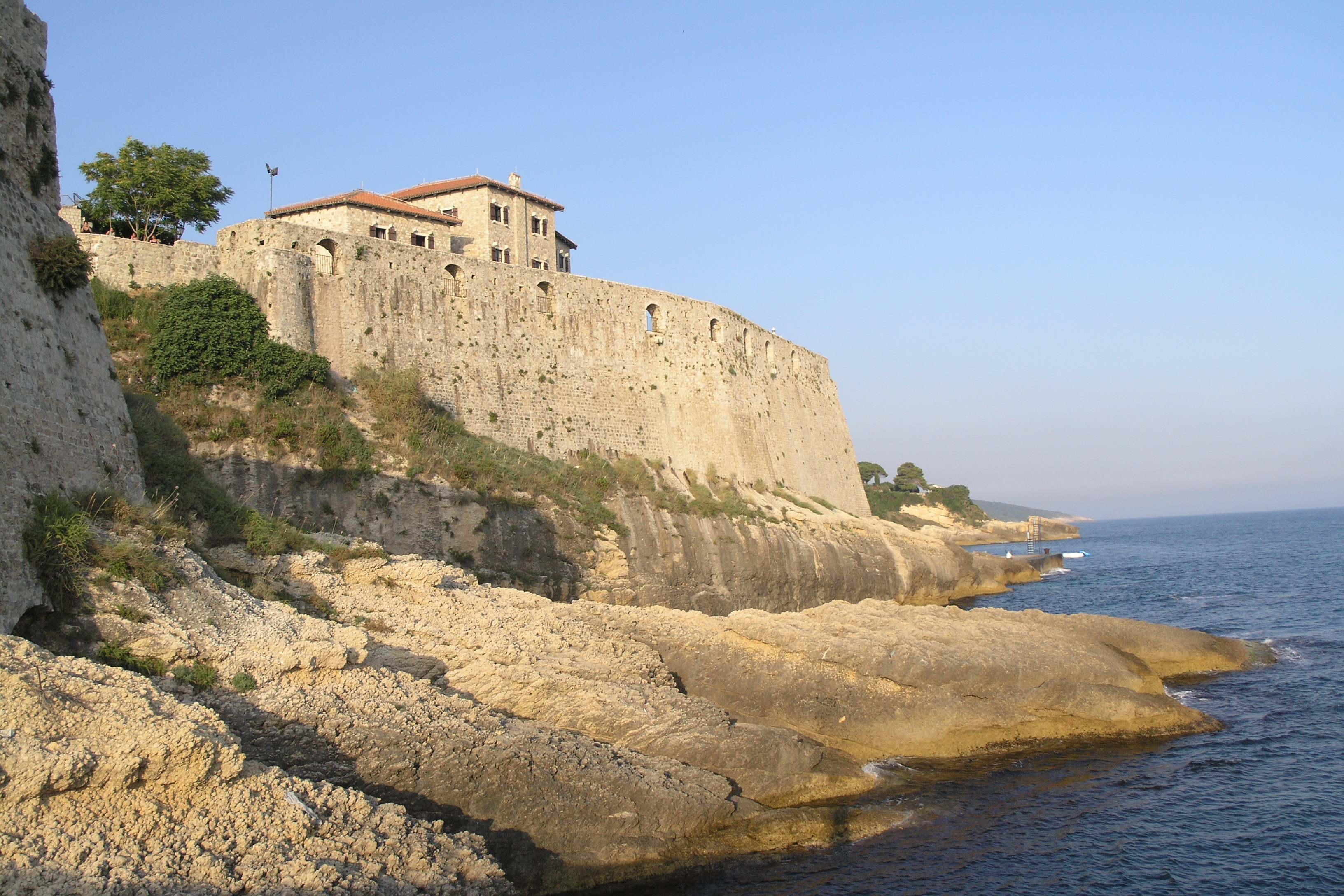
Крепость

В 1356 году сербский король Стефан Урош V пожаловал земли княжества Зеты (включая Улцинь) своему вассалу Балше I, основателю династии Балшичей. Во времена правления этой династии в городе был основан монетный двор.
Венецианская республика захватила Улцинь у Балши III в 1423 году. Венецианцы называли город Дульчиньо (Dulcigno) и включили его в состав своей провинции «Албания Венета». Во время войн с турками многие христиане укрывались в Улцине.
В 1571 году Османская империя отвоевала город у Венецианской республики. Ходит легенда, что великий испанский писатель Мигель де Сервантес, попавший в плен к туркам во время одной из войн, содержался в плену именно в крепости Улциня. Предполагается, что Дульсинея, один из персонажей его книги «Дон Кихот», обязана своим именем итальянскому названию города (Дульчиньо) и её прототипом была одна из городских девушек. Тем не менее, достоверно известно, что своё мучительное пятилетнее (1575—1580) рабство Сервантес, захваченный пиратами на судне «Эль Соль», провёл в Алжире, о чём он подробно писал в своих сочинениях.
С 1672 года по 1676 год в крепости Дульчиньо был заключён Шабтай Цви, еврейский лжемессия, принявший ислам в 1666 году; в этой крепости он и умер.
В 1878 году решением Берлинского конгресса была признана независимость Черногории как суверенного княжества, а 30 ноября 1880 года Улцинь вошёл в состав Черногории.

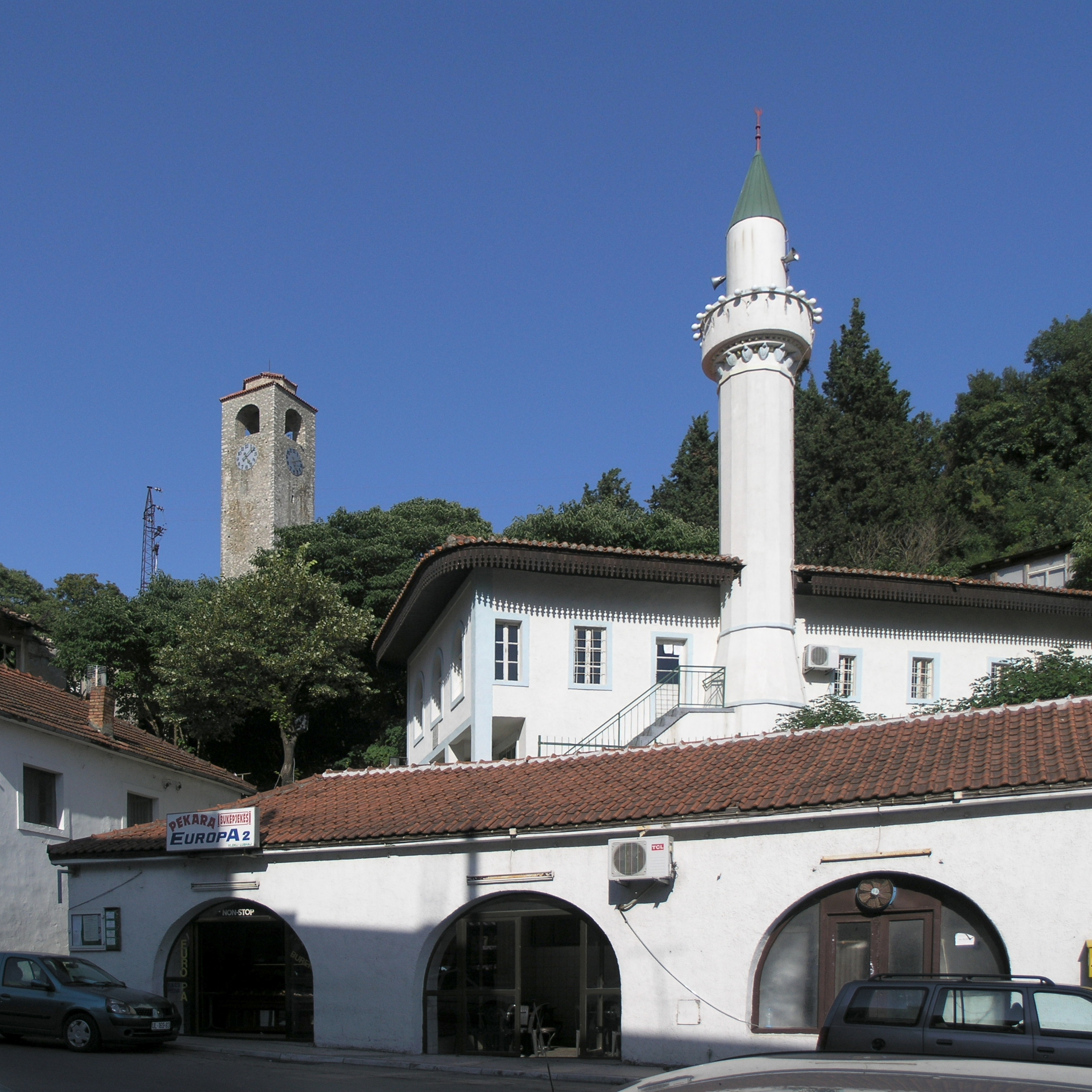
Мечеть

## Население
- Перепись 2003 года насчитала в Улциньском муниципалитете 20290 жителей. Население собственно Улциня — 10828 жителей.
- Март 1981 — 9140
- Март 1991 — 10025
- Ноябрь 2003 — 10828.

Улцинь — центр албанской общины в Черногории. Это единственный муниципалитет в стране, где албанцы составляют большинство (более 72 %). Почти 12 % населения — черногорцы, около 7,5 % — сербы.
В религиозном отношении доминирующей религией является ислам (почти 80 %). Приблизительно по 10 % населения причисляют себя к католикам и православным. При этом нужно отметить, что не все албанцы — мусульмане, многие из них исповедуют католичество (например, католический архиепископ Бара и примас Сербии Зеф Гаши — албанец).

## Туризм
Улцинь — популярное туристическое направление.
Наибольшую популярность город приобрёл благодаря самому большому на Адриатическом побережье пляжу со знаменитым «черным песком» (Velika plaza или Plazha e Madhe), составляющему в длину 13 километров, а в ширину 60 метров.
Также можно упомянуть остров Ада Бояна, образованный двумя рукавами дельты реки Буна — это очень популярное место у натуристов.
Протяжённость песчаных пляжей Ульциня приблизительно 17 км, они стали фирменным знаком самого южного района черногорского побережья. Однако лишь немногие туристы знают, что в этих местах есть пляж, который называется «женским». В маленькую галечную бухту, скрытую скалами, уже больше века приезжают женщины лечиться от бесплодия.
Основной достопримечательностью Улциня является Старый город, обнесённый средневековыми укреплениями. В Старом городе располагаются основные музеи Улциня (археологический, этнографический и другие).

## Транспорт
Улцинь соединён с остальной частью Черногории двухполосной автодорогой — т. н. Адриатической трассой (Jadranska magistrala).